# Pearl City (Hawái)
Pearl City es un lugar designado por el censo ubicado en el condado de Honolulu en el estado estadounidense de Hawái. En el año 2000 tenía una población de 30976 habitantes y una densidad poblacional de 2399.8 personas por km².

## Demografía
Según la Oficina del Censo en 2000 los ingresos medios por hogar en la localidad eran de $62.036, y los ingresos medios por familia eran $67.246. Los hombres tenían unos ingresos medios de $30.712 frente a los $28.408 para las mujeres. La renta per cápita para la localidad era de $21.683. Alrededor del 4,0% de la población estaba por debajo del umbral de pobreza.